# Monte Royalist
Il Monte Royalist (in lingua inglese: Mount Royalist) è una prominente montagna antartica, alta 3.640 km, situata 3 km ovest del Monte Adam e che fa parte dei Monti dell'Ammiragliato, in Antartide.
La denominazione è stata assegnata dalla New Zealand Geological Survey Antarctic Expedition (NZGSAE), 1957-58, per il suo imponente aspetto, ma anche in onore della nave HMNZS Royalist. Molti monti e picchi in quest'area sono stati denominati in onore di navi della Nuova Zelanda, come il Monte Adam e il Monte Black Prince.